# Haywood Henry
Haywood Henry né le 10 janvier 1913 à Birmingham (Alabama), mort le 5 septembre 1994 est un saxophoniste, clarinettiste et flûtiste de jazz américain.

## Carrière
Il étudie dans sa jeunesse la clarinette et le saxophone ténor, adopte le saxophone baryton  puis fait partie des Bama State Collegians en 1935 que dirige le trompettiste Erskine Hawkins. Il ne quitte l'orchestre qu'au début des années 1950. Il devient musicien de studio et joue tour à tour avec Tiny Grimes, Rex Stewart, Wilbur de Paris, Earl Hines, Sy Oliver. En 1966 il accompagne James Brown dans la chanson It's a Man's Man's Man's World. Il intègre dans les années 1970 la New York Jazz repertory company et accompagne Panama Francis au sein des Savoy Sultans.

## Source
- Philippe Carles, André Clergeat et J.L. Comolli, Dictionnaire du jazz, Paris, Robert Laffont, coll. « Bouquins », 1988, 459 p. (ISBN 2-221-04516-5)